# سریع‌تر، سریع‌تر
سریع‌تر، سریع‌تر (به اسپانیایی: Deprisa, Deprisa) فیلمی به کارگردانی کارلوس سائورا است که در سال ۱۹۸۱ منتشر شد. این فیلم برنده خرس طلایی از جشنواره فیلم برلین شده است.